# Lydia Cabrera
Lydia Cabrera (L'Avana, 20 maggio 1899 – Miami, 19 settembre 1991) è stata una scrittrice cubana, famosa per i suoi studi sulla cultura e la religione afro-cubana.
È stata la prima a raccogliere testimonianze sulla santeria e su altre religioni afro-cubane, e ad approfondirne gli studi dal punto di vista letterario, antropologico e etnologico. Le è stato riconosciuto il merito di aver trasformato la cultura orale afro-cubana in letteratura e di aver raccolto moltissime informazioni di tipo antropologico dai santeros, da alcuni testi scritti di importanza minore e dalle cerimonie religiose alle quali lei stessa ha partecipato.
La più importante fra le sue opere è El Monte (1954), uno studio antropologico delle tradizioni afro-cubane, diventato una sorta di Bibbia per coloro che praticano la santeria, un insieme di credenze religiose nato dal sincretismo tra il cristianesimo e le religioni professate dagli schiavi africani giunti nei Caraibi.

## Biografia

### Gioventù ed educazione
Lydia Cabrera, la più giovane di otto fratelli, nasce a L’Avana il 20 maggio 1899 da Elisa Marcaida e Raimundo Cabrera. La sua è una famiglia colta e socialmente privilegiata. Il padre, avvocato, e scrittore, restò in esilio a New York fino alla fine della guerra di indipendenza cubana (1898). Presidente della prima corporazione cubana, La Sociedad Economica de Amigos del Pais, fondata nel XVIII secolo, diventa proprietario di un giornale letterario popolare, Cuba y America, nel quale Lydia fa la sua prima esperienza come scrittrice, redigendo dall’età di quattordici anni una rubrica, chiamata "Nena en Sociedad", di annunci di matrimonio, nascite e morti.
La famiglia, essendo benestante, aveva a sua disposizione servitori e balie afro-cubane, dai quali Lydia apprende le prime testimonianze di storia, folklore, tradizione e religione. Riceve un'educazione privata, com'era d'uso per le ragazze del tempo. Ancora molto giovane, collabora con propri articoli nella rivista letteraria di proprietà del padre, Cuba y América sotto lo pseudonimo di Nena. Nel 1923 José María Chacón y Calvo e l'antropologo Fernando Ortiz Fernández fondano la Società del Folklore Cubano; fra i presidenti onorari figura Raimondo Cabrera, il padre di Lydia, e quest'ultima è registrata fra i soci. Sarà proprio all'interno di questo circolo di intellettuali che Lydia maturerà l'interesse per gli studi sul folklore afrocubano, stimolata in modo particolare da Fernando Ortiz, autore nel 1924 del Glosario de afronegrismos, che le farà da mentore. Essendo molto interessata alla pittura e all'arte, contro il volere del padre, frequenta la San Alejandro Art Academy e nel 1922 le sue opere vengono esposte ricevendo critiche positive. Nel periodo che va dal 1922 al 1927 Lydia, per guadagnare del denaro, decide di lavorare in un negozio di antiquariato dove sviluppa la passione per il genere.

### Gli anni a Parigi
Nel 1927, desiderando ottenere la sua indipendenza, Lydia si trasferisce a Parigi, dove studia arte e religione all’Ecole du Louvre e frequenta alcuni corsi a L'Ecole des Beaux Arts, ottenendo dei successi come pittrice. Nel 1930 torna per un breve periodo a Cuba, e grazie ai contatti con alcuni santeros, raccoglie numerose informazioni sulla cultura e i riti di questa comunità, che costituiranno il materiale principale delle sue future pubblicazioni. Nel 1936 pubblica il suo primo libro da Parigi, Cuentos Negros de Cuba.

### Il ritorno a Cuba
Dopo essere rimasta nella capitale francese per dieci anni, nel 1937 fa ritorno a Cuba, e sceglie di continuare la sua carriera concentrandosi sullo studio della cultura afro-cubana. Si trasferisce poco fuori dalla città dell'Avana, continuando la sua ricerca delle tracce della cultura africana in quella cubana. Visita diverse città come Matanzas e Trinidad, e affina i suoi contatti con informatori divenuti fondamentali per le sue opere, come Calixta Morales, José de Calazán e Teresa Muñoz. Nella seconda metà degli anni Quaranta, Lydia pubblica diversi racconti nella rivista Orígenes, revista de arte y literatura.
Dal suo ritorno a Cuba nel 1937 fino al 1948 l'autrice dedica la sua vita ad un incessante lavoro di ricerca e studio delle tradizioni afro-cubane, prendendo appunti, assistendo a cerimonie religiose e guadagnandosi la fiducia dei suoi interlocutori che vedevano in lei una confidente. Grazie a questo lavoro Lydia Cabrera nel 1948 pubblica il suo secondo libro, Por Que…Cuentos negros de Cuba, nel quale vengono inclusi 28 racconti su animali e miti, seguito cinque anni dopo la sua opera più importante, El Monte.
Negli anni successivi l'autrice non cessa di studiare e raccogliere informazioni e diventa la prima studiosa ad entrare in contatto con la società segreta degli Abakuá, riuscendo a raccogliere delle informazioni sulla sua creazione e sul mito di Sikanekue (il mito della creazione). Mediante queste informazioni Lydia Cabrera riesce a pubblicare nel 1958 La sociedad secreta de Abakuá.
Durante la dittatura di Batista sarà nominata assessora della Giunta dell'Instituto Nacional de Cultura.

### Vita negli Stati Uniti
Nel 1960, dopo la rivoluzione, Cabrera lascia Cuba e non vi fa più ritorno. Trascorre un periodo a Madrid, e in seguito si stabilisce a Miami dove rimarrà per il resto della sua vita.
Gli anni '70 per l'autrice rappresentano il periodo di maggior successo infatti molte università statunitensi le rendono omaggio, assegnandole diverse lauree ad honoris, fra cui quella dell’Università di Miami, alla quale Lydia Cabrera ha donato i materiali delle sue ricerche sulla cultura afro-cubana.
Nei successivi dieci anni l'autrice inizia a perdere la vista ed ammalarsi gravemente, ma questo non le impedisce, con l'aiuto di alcuni collaboratori, di continuare a scrivere e pubblicare opere tra le quali Cuentos para adultos niños y retrasados mentales (1983).
Muore a Miami nel 1991, all'età di 91 anni.

## Stile e temi principali
Gli studi di Lydia Cabrera sono rivolti alla ricerca delle tracce delle origini della tradizione folklorica cubana. Essi si possono dividere in quattro sezioni principali: l'universo africano, gli africani e la loro relazione con le divinità, gli animali e la natura, e gli animali personificati.
Per quanto riguarda la sezione della natura, uno dei motivi ricorrenti nelle sue opere è l'acqua e il suo scorrere: Cuba è attorniata da mari ed è un territorio molto ricco di fiumi e ruscelli. All'acqua, elemento necessario per la vita terrestre, Lydia Cabrera assegna nei suoi racconti due dee, Yemayá y Ochún, alle quali dedica anche la sua opera.
Analizzando la sua scrittura, una caratteristica molto importante del suo stile è l'eliminazione dei limiti convenzionali che separano le aree semantiche di persone, animali e cose; in alcuni racconti della raccolta Cuentos negros de Cuba persone, animali ed entità sovraumane come gli dei sono collocate sullo stesso piano; le divinità posseggono caratteristiche prettamente umane, come pregi e difetti. Il suo stile narrativo è stato definito precursore di quello che più tardi sarà definito realismo magico.

## Opere

### Cuentos negros de Cuba(1936)
Cuentos negros de Cuba, l'opera di esordio di Lydia Cabrera, si situa in un territorio di confine fra la narrativa e l'antropologia. Pubblicata a Parigi nel 1936 inizialmente solo in lingua francese a cura dell'amico Francis de Miomandre, viene tradotta in spagnolo e pubblicata a L'Avana nel 1940 con la prefazione di Fernando Ortiz. Il libro è una raccolta di racconti, leggende e tradizioni cubane di origine africana, principalmente a sfondo religioso, che Lydia Cabrera è riuscita a raccogliere durante gli anni '30 nelle sue visite a Cuba, grazie ai contatti con persone come Teresa, la storica sarta di sua nonna, e sua madre. La maggior parte dei racconti, di origine yoruba ma segnati anche dall'impronta della civiltà dei bianchi, hanno per protagonista un animale (tigre, elefante, lepre, toro, lombrico), o personaggi umani; altri infine, come l'Uomo-Tigre, l'Uomo-Toro, rinviano a simbologie totemiche.
Quando vennero pubblicati, i Cuentos negros de Cuba ricevettero reazioni contrastanti: alcuni apprezzarono la spontaneità della poesia e dell'arte di Lydia Cabrera, o il valore sociale dei racconti; altri contestarono l'amoralità dei contenuti, denunciando l'incapacità dell'autrice di distinguere il bene dal male.

### El Monte(1954)
El Monte, l'opera più significativa dell'autrice, pubblicata nel 1954, rappresenta uno studio antropologico o meglio etnologico del popolo cubano. Non può essere definita da un unico genere in quanto l'argomento religioso si fonde con quello della superstizione e della magia. El Monte è composto da dieci capitoli che rappresentano la metà del testo e da un glossario botanico organizzato in ordine alfabetico che viene usato come erbario, cioè all'interno l'autrice descrive tutte le piante medicinali ed il loro uso.
Nell'opera Lydia Cabrera descrive in maniera approfondita le principali religioni afro-cubane: il Regla de Ocha (nota come Santeria) e il culto Ifa, entrambi derivati dalla religione tradizionale religione yoruba, e Palo Monte, che ha avuto origine in Africa centrale. Le religioni di cui Cabrera tratta hanno avuto principalmente uno sviluppo nella sfera orale e pratica, con un inizio di tradizione scritta: dall'autrice vengono citate raramente delle fonti che non siano i suoi interlocutori.
Il monte per Lydia Cabrera rappresenta il cosmo dove gli dei nascono, vivono e dove decidono il destino degli uomini quindi, nel monte stesso, la magia si fonde con la realtà.

### Elenco delle opere
- Cuentos negros de Cuba, La Habana, Imprenta La Verónica, 1940.
- ¿Por qué? Cuentos negros de Cuba, La Habana, Ediciones C.R., 1948.
- El monte: igbo finda, ewe orisha, vititinfinda (Notas sobre las religiones, la magia, las supersticiones y el folklore de los negros criollos y del pueblo de Cuba), La Habana, Ediciones C.R., 1954.
- La sociedad secreta Abakuá, narrada por viejos adeptos, La Habana, Ediciones C.R., 1958.
- Anagó: vocabulario lucumí, La Habana, Ediciones C. R., 1970.
- Otán Iyebiyé: las piedras preciosas, Miami, Ediciones Universal, 1970.
- Ayapá: cuentos de Jicotea, Miami, Ediciones Universal, 1971.
- Yemayá y Ochún: Kariocha, Iyalorichas y Olorichas, Madrid, Ediciones C. R., 1974.
- Anaforuana: ritual y símbolos de la iniciación en la sociedad secreta Abakuá, Ediciones C.R., 1975.
- Itinerarios del insomnio, Trinidad de Cuba, Miami, Ediciones C. R., 1977.
- La laguna sacra da de San Joaquín, Madrid, Ediciones Erre, 1977.
- Reglas de Congo: Palo Monte Mayombe, Miami, Peninsular Printing Inc., 1979.
- Koeko iyawó, aprende novicia: pequeño tratado de regla lucumí, Miami, Ultra Graphics Corp., 1980.
- Cuentos para adultos niños y retrasados mentales, Miami, Ultra Graphics Corporation, 1983.
- La medicina popular en Cuba: médicos de antaño, curanderos, santeros y paleros de hogaño, Miami, Ediciones Universal, 1984.
- Vocabulario congo: el Bantú que se habla en Cuba, Miami, Ediciones C. R., 1984.
- Supersticiones y buenos consejos, Miami, Ediciones Universal, 1987.
- La lengua sagrada de los ñáñigos, Miami, Ediciones Universal, 1988.
- Los animales en el folklore y la Magia de Cuba, Miami, Ediciones Universal, 1988.
- Refranes de negros viejos, La Habana, Ediciones C. R., 1995.